# Condado de Dooly
El condado de Dooly (en inglés: Dooly County) es un condado en el estado estadounidense de Georgia. En el censo de 2000 el condado tenía una población de 11 525 habitantes. La sede de condado es Vienna. El condado fue formado el 15 de mayo de 1821 a partir de tierras cedidas por los indios creek. Fue nombrado en honor a John Dooly, un héroe de la Revolución estadounidense.

## Geografía

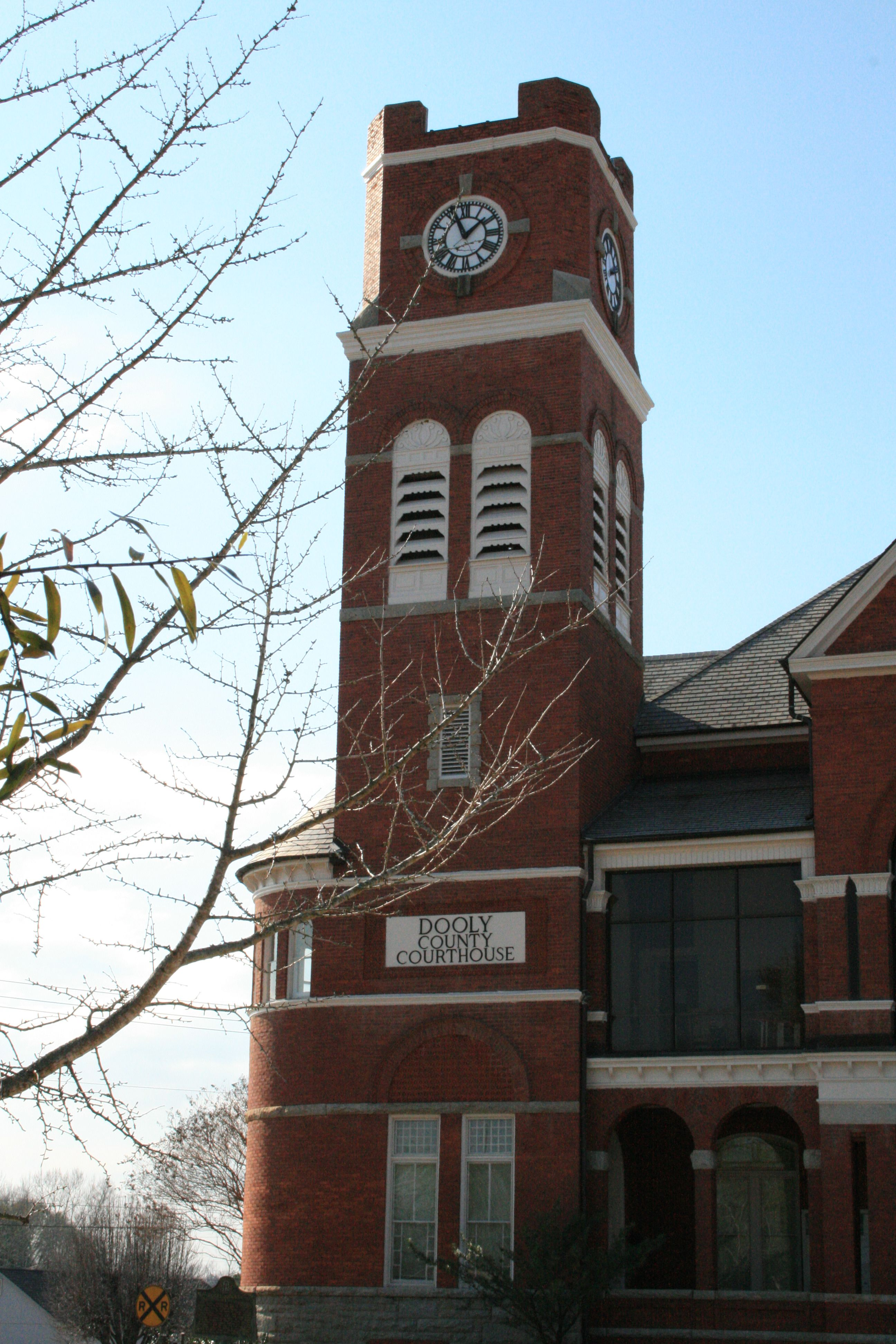
Juzgado del condado de Dooly en Vienna.

Según la Oficina del Censo, el condado tiene un área total de 1.028 km² (397 sq mi), de la cual 1.018 km² (393 sq mi) es tierra y 11 km² (4 sq mi) (1,06%) es agua.

### Condados adyacentes
- Condado de Houston (noreste)
- Condado de Pulaski (este)
- Condado de Wilcox (sureste)
- Condado de Crisp (sur)
- Condado de Sumter (oeste)
- Condado de Macon (noroeste)

## Autopistas importantes
- Interestatal 75
- U.S. Route 41
- Ruta Estatal de Georgia 7
- Ruta Estatal de Georgia 27
- Ruta Estatal de Georgia 90
- Ruta Estatal de Georgia 215
- Ruta Estatal de Georgia 230
- Ruta Estatal de Georgia 257
- Ruta Estatal de Georgia 329

## Demografía
En el  censo de 2000, hubo 11 525 personas, 3909 hogares y 2767 familias residiendo en el condado. La densidad poblacional era de 29 personas por milla cuadrada (11/km²). En el 2000 había 4499 unidades unifamiliares en una densidad de 12 por milla cuadrada (4/km²). La demografía del condado era de 45,97% blancos, 49,54% afroamericanos, 0,16% amerindios, 0,43% asiáticos, 0,11% isleños del Pacífico, 2,88% de otras razas y 0,91% de dos o más razas. 4,66% de la población era de origen hispano o latino de cualquier raza. 
La renta promedio para un hogar del condado era de $27 980 y el ingreso promedio para una familia era de $35 337. En 2000 los hombres tenían un ingreso medio de $26 670 versus $19 076 para las mujeres. La renta per cápita para el condado era de $13 628 y el 22,10% de la población estaba bajo el umbral de pobreza nacional.

## Ciudades y pueblos
- Byromville
- Dooling
- Lilly
- Pinehurst
- Unadilla
- Vienna